# Europäische Wertpapier- und Marktaufsichtsbehörde
Die Europäische Wertpapier- und Marktaufsichtsbehörde (Abkürzung ESMA von englisch European Securities and Markets Authority) wurde mit Wirkung zum 1. Januar 2011 durch die Verordnung (EU) 1095/2010 (ESMA-VO) errichtet. Gemeinhin wird sie als Nachfolgeeinrichtung des Ausschusses der Europäischen Aufsichtsbehörden für das Wertpapierwesen (englisch Committee of European Securities Regulators, CESR) angesehen, geht jedoch in ihren Aufgaben und Befugnissen weit über diesen hinaus. Die Agentur ist Bestandteil des Europäischen Finanzaufsichtssystems (englisch European System of Financial Supervision, ESFS).
Aufgabe der Behörde mit Sitz in Paris ist es gemäß Art. 1 Abs. 5 Satz 1 ESMA-VO, das öffentliche Interesse zu schützen, indem sie für die Wirtschaft der Union, ihre Bürger und Unternehmen zur kurz-, mittel- und langfristigen Stabilität und Effektivität des Finanzsystems beiträgt. Dazu ist sie u. a. befugt, der Kommission Vorschläge für Verordnungen vorzulegen, oder gegenüber nationalen Behörden sowie in besonderen Fällen einzelnen Marktteilnehmern gegenüber direkt aktiv zu werden.

## Aufgaben
Die ESMA ist unter anderem zuständig für die Zulassung von Ratingagenturen. Sie spielt auch eine Rolle bei der Umsetzung der Richtlinie zu Managern alternativer Investmentfonds (AIFM-Richtlinie), die nicht im Rahmen der OGAW-Richtlinie erfasste Investmentfonds wie Hedgefonds, Private Equity und geschlossene Fonds reguliert.
Innerhalb der Bemühungen der Europäischen Kommission für stärkere Transparenz beim Handel mit Derivaten soll die ESMA zukünftig auch diejenige Entscheidungsstelle sein, die festlegt, welche von den Kontrakten, die über einen Zentralen Kontrahenten bereits (freiwillig) abgewickelt werden, generell verpflichtend über eine Börse gehandelt werden müssen. Alternativ stünde den Marktteilnehmern sonst der außerbörsliche Handel (OTC) zur Verfügung. Gleichzeitig wird die ESMA in diesem Kontext gemeinsam mit dem Europäischen Ausschuss für Systemrisiken überprüfen, von welchen außerbörslich gehandelten Produkten ein zu großes systemisches Risiko ausgeht, so dass diese zukünftig verpflichtend börsengehandelt werden müssen.
Nach der Verordnung (EU) 2023/2859 soll die ESMA bis zum 10. Juli 2027 ein zentrales europäisches Zugangsportal (European Single Access Point – ESAP) errichten.

## Hintergründe und Geschichte
Ursprung der Bemühungen zur europaweit einheitlichen Regulierung von Wertpapieren war die Finanzkrise ab 2007. Das Europäische Parlament beschloss die Gründung der ESMA am 22. September 2010.
Im Juni 2020 beauftragte die Europäische Kommission die ESMA mit der Untersuchung des Wirecard-Kollapses. Im November legte ESMA ihren Bericht vor, der mehrere Defizite der deutschen Aufsicht benannte.

### Ausschuss der Europäischen Aufsichtsbehörden für das Wertpapierwesen (CESR)
Die ESMA-„Vorgängerorganisation“ Ausschuss der Europäischen Aufsichtsbehörden für das Wertpapierwesen (CESR) wurde im Juni 2001 als ein unabhängiger europäischer Ausschuss der Wertpapierregulierungsbehörden von der EU-Kommission gegründet. Die Arbeit vom CESR wurde von einem Sekretariat mit Sitz in Paris unter Führung eines Generalsekretariats unterstützt. Er setzte sich aus hochrangigen Vertretern der nationalen Wertpapieraufsichtsbehörden zusammen. CESR beriet die EU-Kommission bei Erstellung von Durchführungsregeln, die Rahmenrichtlinien im Wertpapiersektor konkretisieren. Damit wurde die Integration der europäischen Wertpapiermärkte beschleunigt und eine flexible Anpassung des Gemeinschaftsrechts an die sich verändernde Marktstruktur und -praxis gefördert.
Die anderen Stufe-3-Komitees waren CEIOPS (Versicherungs- und Pensionsfondsaufseher) und CEBS (Bankenaufseher).